# Salvatore Testoni
Salvatore Testoni (Bonorva, 1865 – 1945) è stato un poeta italiano in lingua sarda.
(Stanis Manca)
Salvatore Testoni (Barore Testone) è stato un poeta estemporaneo, di lui si sa ben poco; secondo alcuni era analfabeta secondo altri al contrario era un assiduo lettore. È un poeta della generazione di Gavino Contini, con il quale ebbe alcuni duelli che sono entrati nella leggenda

## Opere
- Moda improvisada a Santa lughia - Moda a Santa Barbara. Moda de santu Isidoro, Tip. G. Gallizzi, Sassari, (1950)
- Tottu so Santos a su son mestieri - Trintasese pro sa gherra,  Tip. G. Gallizzi, Sassari, 1950
- Sa tragedia de su rechiamadu in gherra, Tip. Arcivescovile, Sassari, 1951
- È stata pubblicata nel Gennaio 2017 una raccolta di poesie dal titolo "BARORE TESTONE-Cantones de Palcu e de Taulinu, Edizioni della Torre; a cura di Salvatore Tola e grazie al contributo del nipote Francesco Testoni